# Golden Gate Park

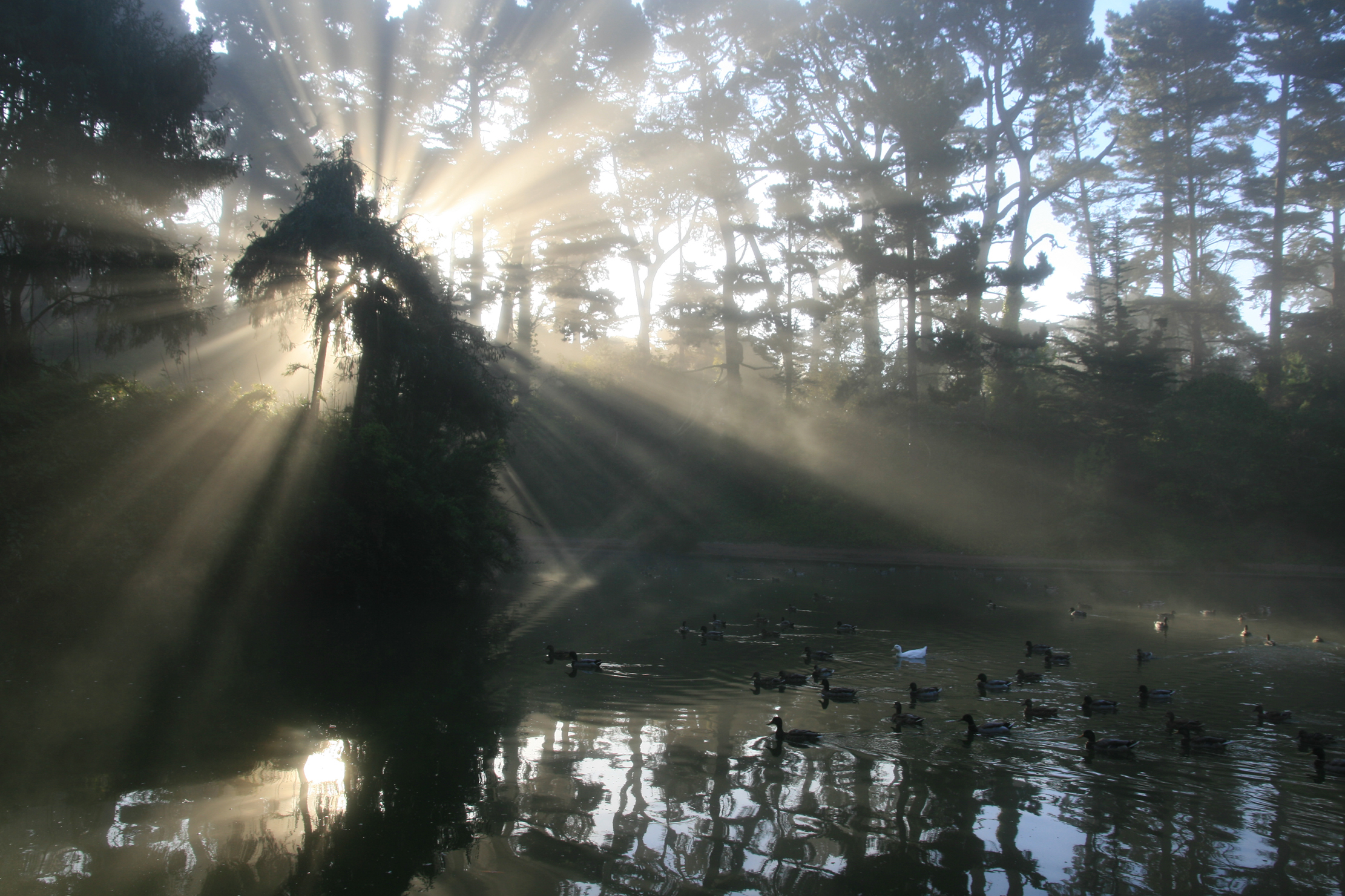
Raios crepusculares vistos do Golden Gate Park.

O Golden Gate Park (em português:  Parque Golden Gate), localizado em São Francisco, Califórnia, é um grande parque urbano configurado como um retângulo, que ocupa uma área de 4,12 km².
Com 13 milhões de visitantes por ano, o Golden Gate é o terceiro parque urbano mais visitado dos Estados Unidos, depois do Central Park e do Lincoln Park, em Chicago.
Em 15 de outubro de 2004 foi designado um distrito do Registro Nacional de Lugares Históricos.